# Taexali

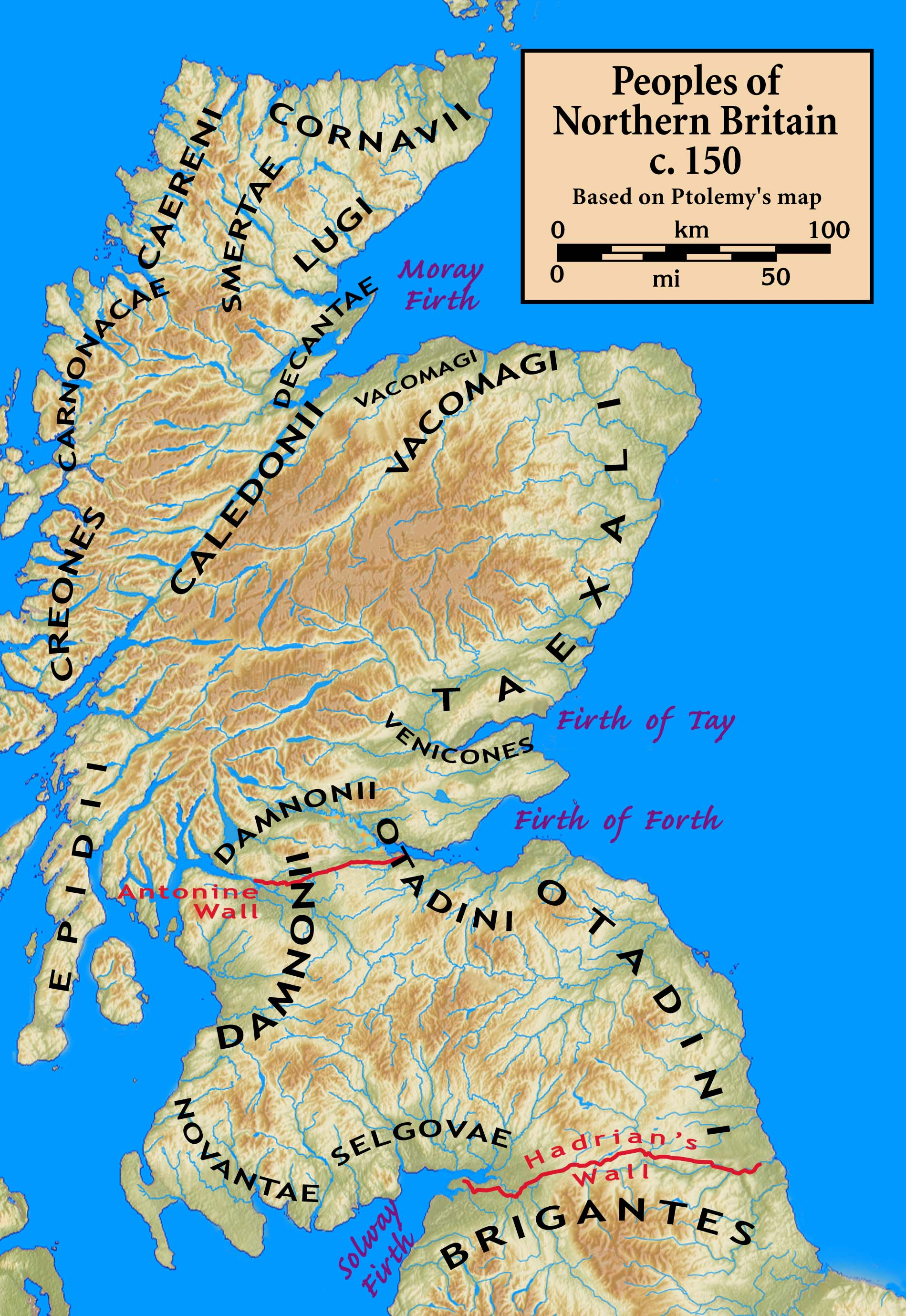
Keltische Stämme in Schottland

Die Taexali oder auch Taezali waren ein keltischer Stamm im Norden Schottlands, der nur aus Ptolemäus Geographia bekannt ist. Aus ihrer allgemeinen Beschreibung und der ungefähren Lage ihrer Stadt, die Ptolemäus "Devana" nennt, lässt sich schließen, dass sie an der Nordostküste Schottlands lebten. Zu ihrem Territorium zählte auch Buchan, da Ptolemäus das Kap als "Texalisches Kap" bezeichnet.

## Quelle
- Claudius Ptolemäus, Geographia, 2. Buch, 2. Kapitel: Albion island of Britannia, LacusCurtius website der University of Chicago, 2008, abgerufen am 23. April 2010